# Sergiy Ossovich
Sergiy Ossovich (* 16. prosince 1973 Ivano-Frankivsk) je bývalý ukrajinský atlet, sprinter, který od roku 2003 reprezentoval Rakousko.

## Sportovní kariéra
V roce 1994 doběhl na mistrovství Evropy čtvrtý v běhu na 200 metrů a byl také členem stříbrné ukrajinské štafety na 4 × 100 metrů. V roce 1998 se stal halovým mistrem Evropy v běhu na 200 metrů.